# Salacja
Salacja (Venilia) – w mitologii rzymskiej morskie bóstwo z orszaku Neptuna, uosobienie słonej wody. 
Była małżonką Neptuna, wraz z nim sprawowała władzę nad morzami, a zarazem stanowiła uosobienie piękna morza. Jej atrybutami były: delfin, diadem, berło, muszla w kształcie rogu.
W mitologii greckiej odpowiednikiem jej była Amfitryta.